# Serge Lancen
 (août 2017).
 (avril 2021).
La mise en forme du texte ne suit pas les recommandations de Wikipédia : il faut le « wikifier ».
Les points d'amélioration suivants sont les cas les plus fréquents. Le détail des points à revoir est peut-être précisé sur la page de discussion.
- Les titres sont pré-formatés par le logiciel. Ils ne sont ni en capitales, ni en gras.
- Le texte ne doit pas être écrit en capitales (les noms de famille non plus), ni en gras, ni en italique, ni en « petit »…
- Le gras n'est utilisé que pour surligner le titre de l'article dans l'introduction, une seule fois.
- L'italique est rarement utilisé : mots en langue étrangère, titres d'œuvres, noms de bateaux, etc.
- Les citations ne sont pas en italique mais en corps de texte normal. Elles sont entourées par des guillemets français : « et ».
- Les listes à puces sont à éviter, des paragraphes rédigés étant largement préférés. Les tableaux sont à réserver à la présentation de données structurées (résultats, etc.).
- Les appels de note de bas de page (petits chiffres en exposant, introduits par l'outil «  Source ») sont à placer entre la fin de phrase et le point final[comme ça].
- Les liens internes (vers d'autres articles de Wikipédia) sont à choisir avec parcimonie. Créez des liens vers des articles approfondissant le sujet. Les termes génériques sans rapport avec le sujet sont à éviter, ainsi que les répétitions de liens vers un même terme.
- Les liens externes sont à placer uniquement dans une section « Liens externes », à la fin de l'article. Ces liens sont à choisir avec parcimonie suivant les règles définies. Si un lien sert de source à l'article, son insertion dans le texte est à faire par les notes de bas de page.
- La présentation des références doit suivre les conventions bibliographiques. Il est recommandé d'utiliser les modèles {{Ouvrage}}, {{Chapitre}}, {{Article}}, {{Lien web}} et/ou {{Bibliographie}}. Le mode d'édition visuel peut mettre en forme automatiquement les références.
- Insérer une infobox (cadre d'informations à droite) n'est pas obligatoire pour parachever la mise en page.

Pour une aide détaillée, merci de consulter Aide:Wikification.
Si vous pensez que ces points ont été résolus, vous pouvez retirer ce bandeau et améliorer la mise en forme d'un autre article.
 (avril 2021).
Serge Lancen (Paris, 5 novembre 1922 - 10 juillet 2005) est un pianiste et compositeur français.

## Biographie

### Jeunesse
Serge Lancen est né à Paris le 5 novembre 1922 au sein d'une famille de médecins. Son père dirige le service de rhumatologie de l’hôpital Saint-Antoine. Dès son plus jeune âge, Serge Lancen est attiré par la musique en écoutant sa mère jouer des airs classiques (Bach, Mozart, Beethoven, Chopin, etc.) au piano. Tous ces compositeurs classiques influenceront Lancen tout au long de sa carrière. Serge Lancen grandit dans une sphère familiale artistique. Sa mère était une pianiste réputée, mais également une artiste peintre de talent et son père jouait du violon dans un orchestre symphonique d’amateurs. Dès son plus jeune âge, Serge écoute des concerts symphoniques à la radio et se met à étudier le piano. À l'âge de quatre ans, le jeune prodige compose une berceuse, éditée ultérieurement. Lorsqu’il a huit ans, il étudie le solfège et le piano avec un professeur. 
À quinze ans, il compose son premier récital. Ce concert a lieu au Rudolf Steiner Hall à Londres en 1937. 
Il étudie au Conservatoire national de musique à Paris où il obtient le 1er prix de composition en 1949. L'année suivante, il obtient le 2e prix de Rome avec la cantate Bettina.
Plus tard, il étudie le piano avec Marguerite Long et Lazare-Lévy et la composition avec Noël Gallon et Tony Aubin. En 1950, il obtient un “Prix de Rome”, la plus prestigieuse des récompenses pour un jeune compositeur. D’autres prix de composition suivent dont plusieurs prix musicaux de la Communauté Radiophonique de Langue Française, de l’Union Européenne de la Radiodiffusion et de la SACEM. Serge Lancen aborde tous les genres et écrit de la musique de chambre, des œuvres pianistiques, des ballets, un opéra de chambre commandé par la Radio et de la musique symphonique. Son style original est néanmoins nettement influencé par les grands classiques qu’il a écoutés lors de sa jeunesse. Parmi ses premières compositions symphoniques, citons le Concertino pour Piano (1949), le Concerto pour Piano (1951) et la Symphonie Légère (1955).

### Orchestre d’harmonie
Rien ne laisse prévoir qu’il deviendra un des grands compositeurs français du 20e siècle dans le domaine des orchestres d’harmonie. En effet, il grandit dans un milieu musical complètement orienté vers le piano et les instruments à cordes. Les solistes qu’il entend quand ses parents l’emmènent chaque dimanche au concert sont toujours des pianistes ou des violonistes. Pour lui, les instruments à vent n’ont de fonction qu’entourés du son des cordes ; il paraît donc prédestiné à une carrière de compositeur purement symphonique. L’un de ses anciens camarades de conservatoire, un clarinettiste nommé Désiré Dondeyne, devient chef de la Musique des gardiens de la paix de la Préfecture de police de Paris en 1954. Comme Dondeyne veut enrichir le répertoire original contemporain, il compose un grand nombre d’œuvres mais incite également tous ses anciens condisciples à écrire pour orchestre d'harmonie. Assistant à quelques concerts de cette formation parisienne, Serge Lancen est impressionné par la splendide sonorité de l’orchestre d’harmonie avec sa masse de clarinettes, de saxophones et de saxhorns. Il avouera plus tard que c’est avant tout l’union sonore massive de l’orchestre à vents qui l’a attiré et l’a fasciné. Pour le symphoniste Lancen, le registre aigu de l’orchestre d’harmonie manquera toujours de volume et de puissance, mais les inventions d’Adolphe Sax donnent des couleurs exceptionnelles et naturelles aux registres moyens et graves. Serge Lancen écrit en 1960 une Marche de concert qui est orchestrée par Dondeyne car il est confronté aux difficultés causées par les nombreux instruments transpositeurs dans l’orchestre d’harmonie.
Un voyage aux États-Unis inspire Lancen qui écrit sa Manhattan Symphony (1961-1962) destinée à l’orchestre d’harmonie et en confie encore l’orchestration à Désiré Dondeyne. Il fait de même pour sa Symphonie de Noël (1964) et sa suite Festival à Kerkrade (1966), également des pièces pour orchestre d’harmonie. Serge Lancen découvre le Concours mondial pour Orchestres à Vents qui se tient tous les quatre ans depuis 1950 à Kerkrade, petite ville frontière au sud des Pays-Bas. Serge Lancen en devient un invité de marque lorsque sa Manhattan Symphony est imposée en 1re division en 1966. Ces liens étroits avec le concours “WMC Kerkrade” ne seront plus jamais rompus. En 1970, la renommée Banda Primitiva de Lliria y interprète la Mini Symphony en concert, tandis que l’harmonie des mines DSM joue la Manhattan Symphony. En 1974, il interprète son Parade Concerto avec la Musique de la Marine Royale Néerlandaise, cette prestation faisant l’objet d’un enregistrement discographique. Cap Kennedy connaît le succès en tant que morceau imposé en première division en 1978. En 1981, sa Festival Rhapsody, commande des organisateurs du concours, est imposée en deuxième division. Quatre ans plus tard, toujours à Kerkrade, Serge Lancen joue son Concerto de Paris avec l’Orchestre d’harmonie du Conservatoire de Maastricht, sous la direction de Jan van Ossenbruggen, ce concert étant enregistré par la télévision néerlandaise.
Serge Lancen est également très souvent au programme des concerts de gala donnés par des orchestres d’harmonie professionnels à Kerkrade. Après le Festival à Kerkrade en 1967, Serge Lancen estime qu’il a acquis la maturité nécessaire pour orchestrer lui-même pour orchestre d’harmonie. La Mini Symphonie (1967) peut être considérée comme sa première œuvre totale pour harmonie. Puis, toujours fasciné par l’unique palette sonore, Lancen continue à écrire régulièrement pour orchestre d’harmonie, encouragé par son éditeur néerlandais Pieter Jan Molenaar, qui avait été touché par la Manhattan Symphonie lors de sa création par la Musique des gardiens de la paix le 29 avril 1962 à Argentan. Obsession (1969), commande de la Radiodiffusion française pour un concours européen, est primé. Puis il y a l’œuvre maîtresse Cap Kennedy (1969-1970), un poème symphonique. Parmi les nombreuses compositions pour orchestre d’harmonie (une soixantaine au total), citons encore les tableaux symphoniques Le Mont Saint-Michel (1976), le poème symphonique commandé par l’État français, Le Chant de l’Arbre (1979-1980) et Mascarade (1985) pour quintette de cuivres et orchestre d’harmonie, créé le 20 juillet 1987 à Boston, lors de la conférence mondiale de la WASBE. 
Serge Lancen est présent lors de la création de cette organisation internationale (World Association for Symphonic Bands and Ensembles) à Manchester en juillet 1981 et la soutient longuement. De 1985 à 1991 il fait partie du comité directeur mondial et y représente la France. Hormis Mascarade déjà citée et créée à Boston en 1987, plusieurs œuvres de Lancen sont créées ou interprétées lors des différentes conférences de la WASBE. Festival à Kerkrade est interprété par l’Harmonie Municipale du Havre, sous la direction de Claude Decugis, à Skien, Norvège, le 14 juillet 1983 ; la Symphonie de l’Eau est créée par la Musique de la Police nationale, sous la direction de Pierre Bigot, à Courtrai (Belgique), le 17 juillet 1985 ; L’Ouverture pour un matin d’Automne est jouée par l’Orchestre Sénior des Pays-Bas, sous la direction de Henk van Lijnschooten à Kerkrade aux Pays-Bas le 20 juillet 1989, ainsi que la Manhattan Symphony interprétée par la Musique de l’Air de Paris sous la direction de François-Xavier Bailleul le 21 juillet 1989 toujours lors de la conférence à Kerkrade ; la Sonate Concertante pour clarinette et orchestre d’harmonie est jouée par le Lier Concert Band avec Marc Vertessen à la clarinette le 14 juillet 1993 à Valencia en Espagne et le Concerto pour Hautbois par le même ensemble (rebaptisé Concert Band voor Vlaanderen) le 8 juillet 1997 à Schladming en Autriche. 
Serge Lancen a composé plusieurs concertos avec accompagnement d’orchestre d’harmonie. Tout d’abord, il y a les deux concertos pour piano. Parade Concerto (1971) créé le 6 avril 1972 par Pierre Nimax au piano et l’Harmonie Municipale d’Esch-sur-Alzette (Luxembourg), sous la direction de Georges Wagner. Serge Lancen interprète souvent ce concerto, notamment en 1973 avec le United States Air Force Band dirigé par Jan Molenaar à Washington ; il l’avait enregistré en 1971 avec la Koninklijke Militaire Kapel des Pays-Bas sous la direction de Anne Posthumus. Le Concerto de Paris est créé par le compositeur et la Koninklijke Militaire Kapel, sous la direction de Jan van Ossenbruggen le 25 novembre 1983 à Zaandam, à l’occasion du cinquantenaire de la firme Molenaar. Puis, il y a des concertos pour divers instruments solos et orchestre d’harmonie. Dédicace (1974) pour saxo alto solo et orchestre d’Harmonie est créé par Jaques Desloges et la Musique de la Police Nationale, direction Michel Mériot, lors du 4e Congrès Mondial du Saxophone à Bordeaux en 1974. En dehors des concertos déjà mentionnés, il y a également des concertos pour trombone (1988), pour cor (1991) et pour harpe (1990). Toutes ces œuvres pour instruments solos et orchestre d’harmonie ont été enregistrées par l’Orchestre d’Harmonie du Conservatoire du Brabant (Pays-Bas) sous la direction de Jan Cober : “Masterpieces for Band 3” (Molenaar MBCD 31.1016.72) et “Masterpieces for Band 11” (Molenaar MBCD 31.1040.72). Il est intéressant de savoir que le Concerto pour Hautbois (1991) est en fait une nouvelle version du Concerto pour Harmonica et orchestre symphonique (1954), composé à la demande du virtuose Larry Adler qui l’a créé, sous la direction de Rudolf Schwarz au Town Hall à Birmingham, Grande Bretagne en 1954. 
Le compositeur a toujours montré une préférence pour ses œuvres religieuses. La première dans le genre est le Poème œcuménique (1975) basé sur des textes tirés de la Bible (dont les Psaumes 8, 23, 100 et 150), de divers livres de prières dans leur langue originale (Latin, Français, Slavon, Hébreu) et de prières intimes. Le final est un hymne de Fraternité écrit par Roger Thirault. Cette œuvre religieuse, créée en la Cathédrale Notre-Dame de Laon le 12 octobre 1975, est écrite pour orchestre Symphonique et/ou orchestre d’Harmonie, solistes et chœurs. La deuxième composition religieuse est la Missa Solemnis (1985) 32”50 pour solistes, chœurs et orchestre d’harmonie ; elle est dédiée au Pape Jean-Paul II et créée par l’Harmonie Royale de Thorn, direction Jan Cober en la Basilique Notre-Dame de Maastricht le 27 mai 1989. Puis, le Te Deum (1991) pour ténor, baryton, chœur d’hommes et orchestre d’harmonie de chambre (14 vents), dédié au cardinal de Paris, Monseigneur Lustiger. Enfin, il y a le Credo (1994) pour chœur mixte et orchestre d’harmonie, commandé pour être inclus à la “Missa Solemnis”, qui fut créé en l’église des Françaises à Bolzano (Italie) le 19 mars 1995 par les chœurs et la Musikkapelle de Zwölfmalgreien de Bolzano, direction Markus Silbernagl. 
Parmi les dernières compositions pour orchestre d’harmonie de Serge Lancen, on peut mentionner Zwiefache Symphonique (1994), Hymne aux Musiciens (1995), Jour de Fête (1995), Jubilé (1996) et la cantate pour soliste, chœur mixte, chœur d’enfants et orchestre d’harmonie Espaces Harmoniques (1995), commande de la ville de Blois pour la commémoration du diocèse. Cette œuvre est créée en la Basilique Notre-Dame de la Trinité de Blois (1997) sous la direction de Vincent Ries. C’est à cette époque que l’état de santé de Serge Lancen devient de plus en plus fragile. Il s’éteint le 10 juillet 2005 et repose désormais au cimetière du Montparnasse, à Paris. 
Serge et son épouse Raphaëlle se sont déplacés d’innombrables fois pour assister à des répétitions, des concerts, des enregistrements, des concours et des créations dans de nombreux pays.

## Œuvres

### Orchestre symphonique
- 1964 Charlot
- 1965 Triptyque
- 1968 En route pour Monte-Carlo
- 1968 Fifres en fête
- 1969 Symphonietta
- 1981 Comptine et Chanson, œuvres écrites pour les 70 ans d'Alfred Loewenguth et ses 50 ans de carrière
- 1993 Jeunes archets

### Orchestre d'Harmonie
- 1961 Manhattan Symphony
- 1964 Symphonie de Noël
- 1967 Mini-symphonie
- 1967 Festival à Kerkrade
- 1969 Obsession
- 1970 Cap Kennedy
- 1970 Hymne à la musique
- 1971 Ouverture texane
- 1975 Marche pour un anniversaire
- 1976 Ouverture triomphale
- 1976 Rhapsodie sur des thèmes bretons
- 1976 Rhapsodie sur des thèmes normands
- 1977 Suite pastorale
- 1979 Bocage
- 1979 Trianon
- 1979 Versailles
- 1983 Scandinave
- 1984 Divertimento
- 1984 Symphonie de l'eau
- 1984 Marche nuptiale
- 1988 Aunis et Saintonge en fête
- 1990 éveil
- 1990 Hymne au soleil
- 1993 Cinquantième
- 1993 Symphonie joyeuse
- 1993 Zwiefache symphonique
- 1995 Hymne aux musiciens
- 1998 Jour de fête

### Concertos
- 1954 Concerto pour harmonica
- 1962 Concerto pour flûte et orchestre
- 1962 Concerto pour contrebasse
- 1966 Concerto pour violon
- 1968 Concerto champêtre pour harpe et orchestre
- 1971 Parade Concerto pour piano et orchestre d'harmonie
- 1974 Concerto Rhapsodie pour piano et orchestre
- 1982 Concerto de Paris pour piano et orchestre d'harmonie
- 1985 Concerto pour violon et contrebasse
- 1987 Concerto pour contrebasse et orchestre
- 1987 Concerto pour trombone
- 1988 Concerto pour harpe
- 1989 Sonate concertante pour clarinette et orchestre d'harmonie
- 1990 Concerto pour cor
- 1991 Concerto pour hautbois
- 1992 Concerto pour saxophone alto et orchestre